# درويش إبراهيم باشا
درويش إبراهيم باشا (بالتركية: Derviş İbrahim Paşa)‏‏ (ولدَ في 1812، لوفتش - توفي في 21 يونيو 1896، إسطنبول) هو سياسي عثماني، تولى منصب والي سالونيك.

## مناصبه
تولى المناصب التالية:
- والي سالونيك (1880–1882)
- سرعسكر (1876–1876)
- والي البوسنة (1874–1875)